# Palle Lykke
Palle Lykke Jensen (Ringe, 4 de novembre de 1936 - Bèlgica, 19 d'abril de 2013) va ser un ciclista danès, que fou professional entre 1958 i 1969. Era gendre de Rik Van Steenbergen.
Com a ciclista amateur va prendre part en els Jocs Olímpics d'Estiu de 1956. Com a professional va destacar en el ciclisme en pista, on va aconseguir 21 victòries en curses de sis dies. En ruta el seu principal èxit fou la victòria al Campionat de Flandes de 1965.

## Palmarès en pista
- 1958
  -  Campió de Dinamarca de velocitat
  - 1r als Sis dies d'Aarhus (amb Kay Werner Nielsen)
  - 1r als Sis dies de Dortmund (amb Kay Werner Nielsen)
- 1959
  -  Campió de Dinamarca de velocitat
  - 1r als Sis dies de Berlín (amb Kay Werner Nielsen)
  - 1r als Sis dies de Frankfurt (amb Kay Werner Nielsen)
  - 1r als Sis dies de Copenhaguen (amb Kay Werner Nielsen)
- 1960
  -  Campió de Dinamarca de velocitat
  - 1r als Sis dies de Frankfurt (amb Kay Werner Nielsen)
  - 1r als Sis dies de Zuric (amb Kay Werner Nielsen)
- 1961
  -  Campió de Dinamarca de velocitat
  - 1r als Sis dies d'Aarhus (amb Kay Werner Nielsen)
- 1962
  - Campió d'Europa en Òmnium Endurance
  - 1r als Sis dies de Brussel·les (amb Rik Van Steenbergen)
- 1963
  - Campió d'Europa de Madison (amb Rik Van Steenbergen)
  - 1r als Sis dies de Frankfurt (amb Rik Van Steenbergen)
  - 1r als Sis dies d'Anvers (amb Rik Van Steenbergen i Leo Proost)
  - 1r als Sis dies de Münster (amb Freddy Eugen)
- 1964
  - 1r als Sis dies de Mont-real (amb Emile Severeyns)
- 1965
  - 1r als Sis dies de Münster (amb Freddy Eugen)
  - 1r als Sis dies de Bremen (amb Rik Van Steenbergen)
- 1966
  - 1r als Sis dies de Mont-real (amb Emile Severeyns)
- 1967
  - 1r als Sis dies de Zuric (amb Freddy Eugen)
  - 1r als Sis dies de Mont-real (amb Freddy Eugen)
  - 1r als Sis dies de Londres (amb Freddy Eugen)
  - 1r als Sis dies d'Amsterdam (amb Freddy Eugen)
- 1968
  - 1r als Sis dies de Berlín (amb Freddy Eugen)

## Palmarès en ruta
- 1965
  - 1r al Campionat de Flandes